# Закон Рубрія 122 р. до н. е.
Закон Рубрія (лат. Lex Rubria) — закон про заснування першої римської колонії за межами Італії. Ухвалений у 122 р. до н. е. за пропозицією народного трибуна Рубрія шляхом плебісциту. Колонія була названа Юнонією, а місцем для неї була визначена колишня територія Карфагена — за межами ділянки, проклятої після зруйнування міста у 146 р. до н. е. Вважають, що справжнім ініціатором закону був Гай Гракх, який, однак, остерігався подати закон від свого імені.